# Viviane (Tennyson/Doré)
Viviane é um dos poemas de Idílios do Rei de Alfred Tennyson para cuja ilustração, na edição em francês de 1868, o artista francês Gustave Doré criou nove desenhos com base nos quais foram produzidas as gravuras que apareceram no livro.
Idílios do Rei (em inglês:  Idylls of the King) de Alfred Tennyson é um conjunto de 12 poemas sobre a lenda do Rei Artur e as personagens do Ciclo Arturiano, tendo Gustave Doré ilustrado os quatro primeiros poemas publicados, Enide, Viviane, Elaine e Guinevere, com 36 desenhos publicados inicialmente em 1867.
Gustave Doré (1832–83), um brilhante gravador não só pelo domínio da técnica como pelo nível artístico do desenho, foi um dos mais prolíficos e bem-sucedidos ilustradores de livros do final do século XIX, tendo criado um conjunto de 36 belas ilustrações para os quatro primeiros poemas de Idílios do Rei.
Tal como muitas das suas obras, as ilustrações de Doré para Idílios possuem um grande nível dramático, detalhe e impacto, estando impregnadas de um sentimento melancólico e sobrenatural. A sua técnica magistral é evidente em cenas idealizadas esplêndidas, ilustrando o envolvimento romântico de quatro damas adoráveis: Enide, a esposa de Geraint, um dos cavaleiros de Artur, a "astuta Viviane", uma beleza intrigante que tenta seduzir o mago Merlim, "a bela Elaine", fortemente apaixonada por Lancelote, e Guinevere, a pérfida esposa do rei Artur.

## Resumo da história e descrição das imagens
Viviane andava furtivamente na corte do rei Artur. Odiava todos os cavaleiros e entendia os comentários deles quando o nome dela era pronunciado. Um dia, Artur, caminhando sozinho, atormentado pelos boatos desagradáveis sobre a rainha, conhecera Viviane. Esta, recebendo uma saudação graciosa do Rei, de bom grado teria dissipado o humor sombrio do rei com olhares respeitosos, com a voz trémula, sugerindo discretamente e gentilmente que há pessoas que o apreciam mais do que outras que o deveriam apreciar mais. O rei lançou-lhe um olhar indiferente e passou em frente. Mas alguém assistiu à cena e não a manteve em segredo. Foi um motivo de riso durante uma tarde que Viviane tenha entrevistado o rei sem o recriminar.

### Tendo tocado nas areias da Bretanha, desembarcaram

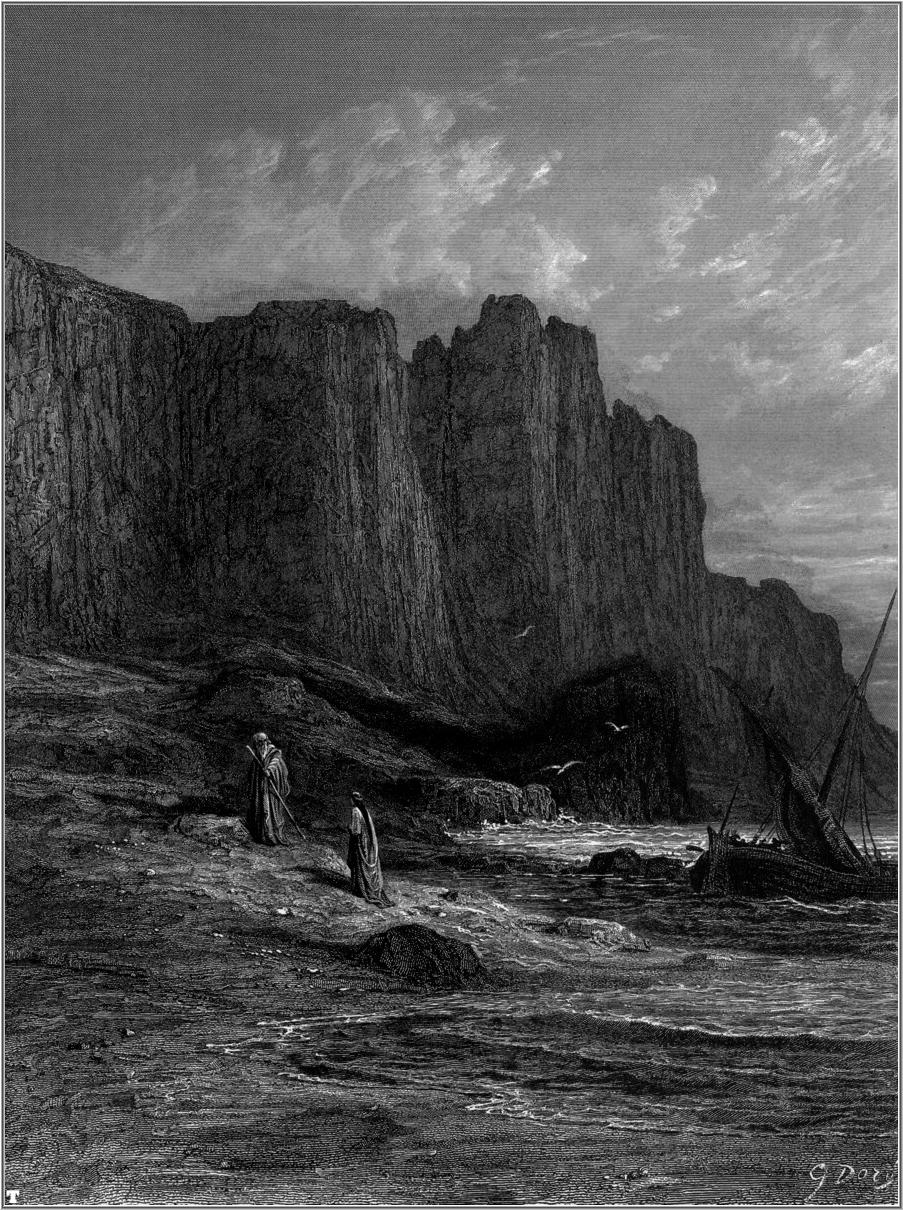
"Tendo tocado nas areias da Bretanha, desembarcaram"

Depois disso, ela se esforçou por conquistar o homem mais famoso de então, Merlim, que era versado em todas as artes, que tinha construído os portos, navios e castelos do Rei, que também era bardo e conhecia as estrelas dos céus. As pessoas chamavam-no de mago. À sua volta, Viviane começou a brincar com discursos leves e vivos, sorrisos picantes. O Encantador, deixando suavizar o seu humor austero, assistiu às brincadeiras e jogos dela, ainda que se sentisse relutante em aprová-los. Assim, ele passou a tolerar o que desprezava; o velho, embora atormentado pela dúvida, não era insensível a sua bajulação; às vezes acariciava o desejo secreto de ser amado na velhice, e em parte acreditava que ela era sincera. Foi assim que ela se agarrou a ele, inabalável no seu objectivo.
Depois Merlim caiu em profunda melancolia, deixou a corte de Artur e foi até a beira do mar; ali encontrou um pequeno barco e entrou nele. Viviane seguiu-o sem ele saber. Depois ela pegou no leme e navegaram. O barco, levado por um vento repentino, atravessou o mar e, tendo tocado nas areias da Bretanha, desembarcaram.

### Viviane seguiu sempre Merlim até à floresta selvagem de Broceliande

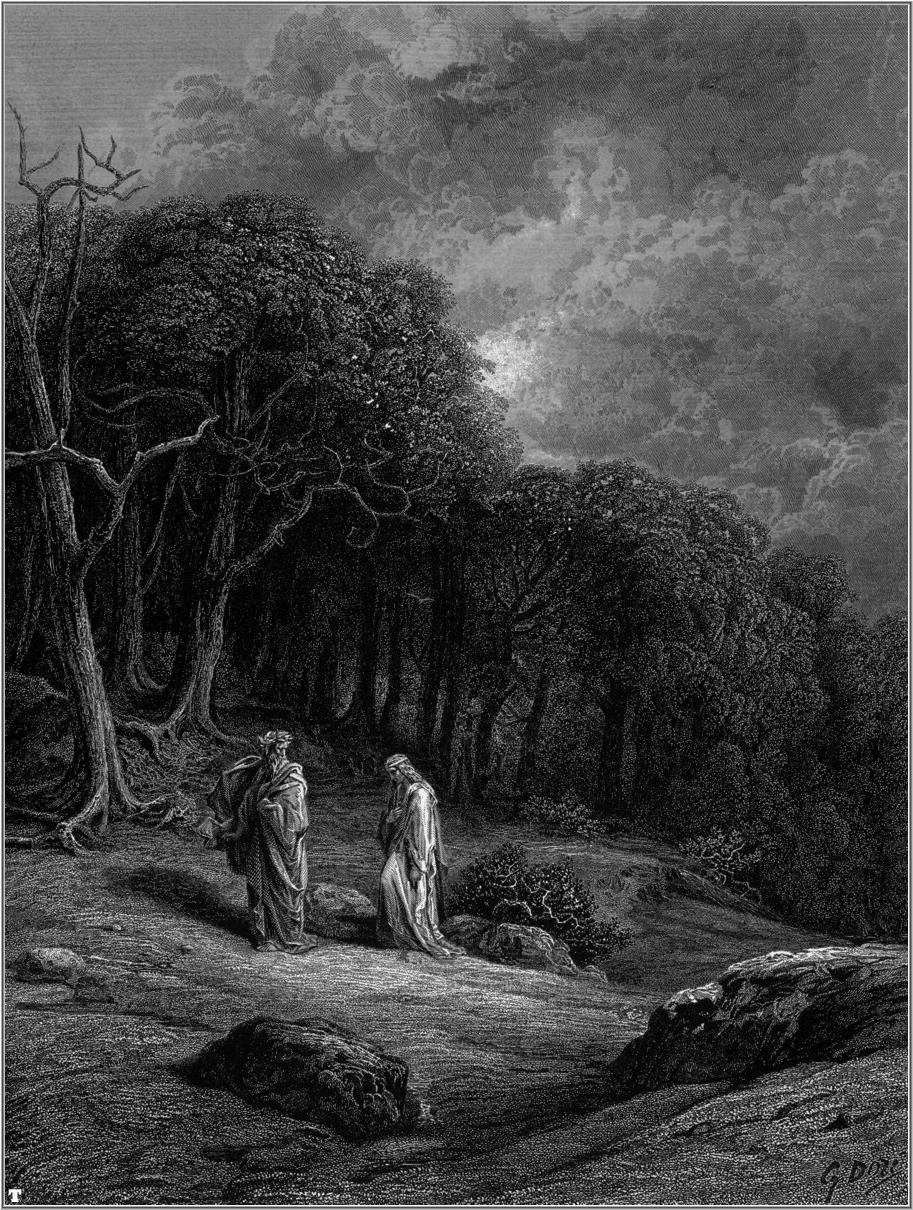
"Viviane seguiu sempre Merlim até à floresta selvagem de Broceliande."

Viviane seguiu sempre Merlim até à floresta selvagem de Broceliande, pois Merlim lhe contara certa vez um encanto, que era realizado com danças e passes misteriosos. Quem fosse atingido por este encanto parecia eternamente fechado entre as quatro paredes de uma torre, da qual era impossível escapar. E ninguém o poderia descobrir, porque ele não podia ver ninguém a não ser o encantador, que ia e vinha para manter o encanto. E ali permanecia como morto, perdido para a vida e para a acção, para a fama e para a glória. E Viviane procurava exercer esse encanto no grande Encantador, imaginando a grande glória face à importância de quem ela teria subjugado.

### A astuta Viviane estava estendida aos pés de Merlim
Uma tempestade aproximava-se, mas os ventos estavam calmos. E na floresta selvagem de Broceliande, contra um carvalho oco, tão enorme e tão velho quanto uma torre em ruínas, a astuta Viviane estava estendida aos pés de Merlim (imagem inicial).
Ela estava estendida e beijava-lhe os pés como se tivesse no mais profundo respeito e amor. Merlim permaneceu calado; um pressentimento sombrio passou na cabeça dele. E Viviane subiu até o joelho dele e sentou-se, colocou um braço em volta do pescoço dele e agarrou-se a ele como uma serpente. Então ele disse sem olhar para ela: "Aqueles que são sábios no amor amam muito e falam pouco". E Viviane respondeu rapidamente: "Eu vi o pequeno deus cego na tapeçaria do rei Artur em Camelot, mas não tem olhos nem língua! Contudo, você é sábio, você que fala assim: deixe-me acreditar que o silêncio é sabedoria". No final, Merlim sorriu tristemente: "Que propósito estranho têm todas estas gentilezas e tolices, Viviane? O que elas querem de mim? Apesar disso, eu te agradeço por isso, porque elas dissiparam a minha melancolia".
Merlim pôs a mão na de Viviane e disse: "Eu senti um pressentimento sombrio por três dias. Foi então que me afastei da corte de Artur para escapar da minha sombria melancolia. Você me seguiu sem lhe ser pedido; e quando vi você sempre presa aos meus passos me pareceu ser aquela onda que se abateria sobre mim e faria desaparecer do mundo o meu poder, o meu nome e a minha glória. Perdoe-me. A sua bondade iluminou tudo de novo. Peça-me o favor que desejar, pois lhe devo três graças: uma pelo insulto que cometi por meu erro, a segunda pelo agradecimento que negligenciei até agora, a terceira pelos seus gentis galanteios: peça e receba este favor que parece tão estranho, e que o não é".

### Foi a época em que pela primeira vez se falou de fundar uma Távola Redonda

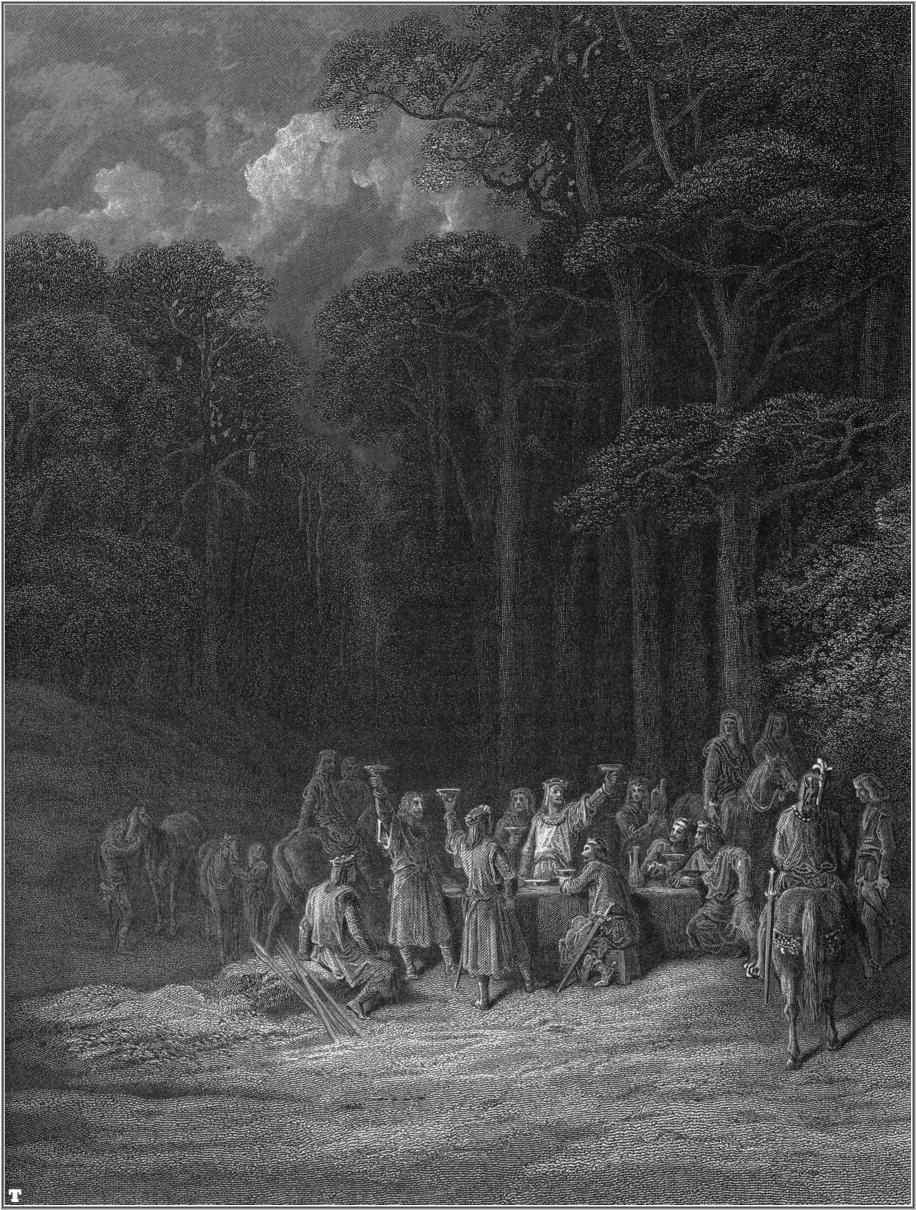
"Foi a época em que pela primeira vez se falou de fundar uma Távola Redonda"

Viviane respondeu: "Sim, isso me faz querer ardentemente esse encanto de danças entrelaçadas e passes misteriosos, como prova da sua confiança. Merlim ensina-me! Se você me conceder um pouco de poder sobre o seu destino, então, sentindo que me julga digna da sua confiança, ficarei quieta e deixarei você em paz, convencido de que já é meu. Se você pensa que é pora maldade, e que quero, sem o seu conhecimento, tentar este encanto em você, suprimir o seu poder, o seu nome, a sua glória, tal pensamento é uma ofensa. Concede-me a graça que te peço; até lá não poderei dar-lhe tudo o que sou.
Merlim, retirando a mão de Viviane, disse: "Eu estava confiante quando lhe falei do encanto, e quando eu excitei em você o vício que perdeu o homem pela mulher desde a primeira época do mundo. Mas eu não quero dar-lhe o poder sobre a minha vida, as minhas ações, e o meu bom nome. Pela cruz divina, tive muita confiança em você, mas pede outra graça que não essa."
E Viviane, respondeu com os olhos banhados em lágrimas que o Mestre, não confiava nela e cantou uma canção que ouvira cantar uma vez a Lancelote sobre a desconfiança e o amor. Merlim olhou para ela e quase acreditou que ela era sincera. Mas contou que foi muito diferente a música que ouvira uma vez perto daquele enorme carvalho onde agora estavam. Tinham-se reunido dez ou doze para caçar um cervo com chifres dourados. Foi a época em que pela primeira vez se falou de fundar uma Távola Redonda, que, para o bem de Deus e dos homens, pelo amor de ações nobres, seria a elite do mundo inteiro. Enquanto esperávamos, um de nós, o mais novo, não pôde permanecer em silêncio, e tocou uma música tão barulhenta, que o belo animal, fugiu para uma zona brumosa.

### Cavalgámos todo o dia através da neblina, lutando contra um vento violento

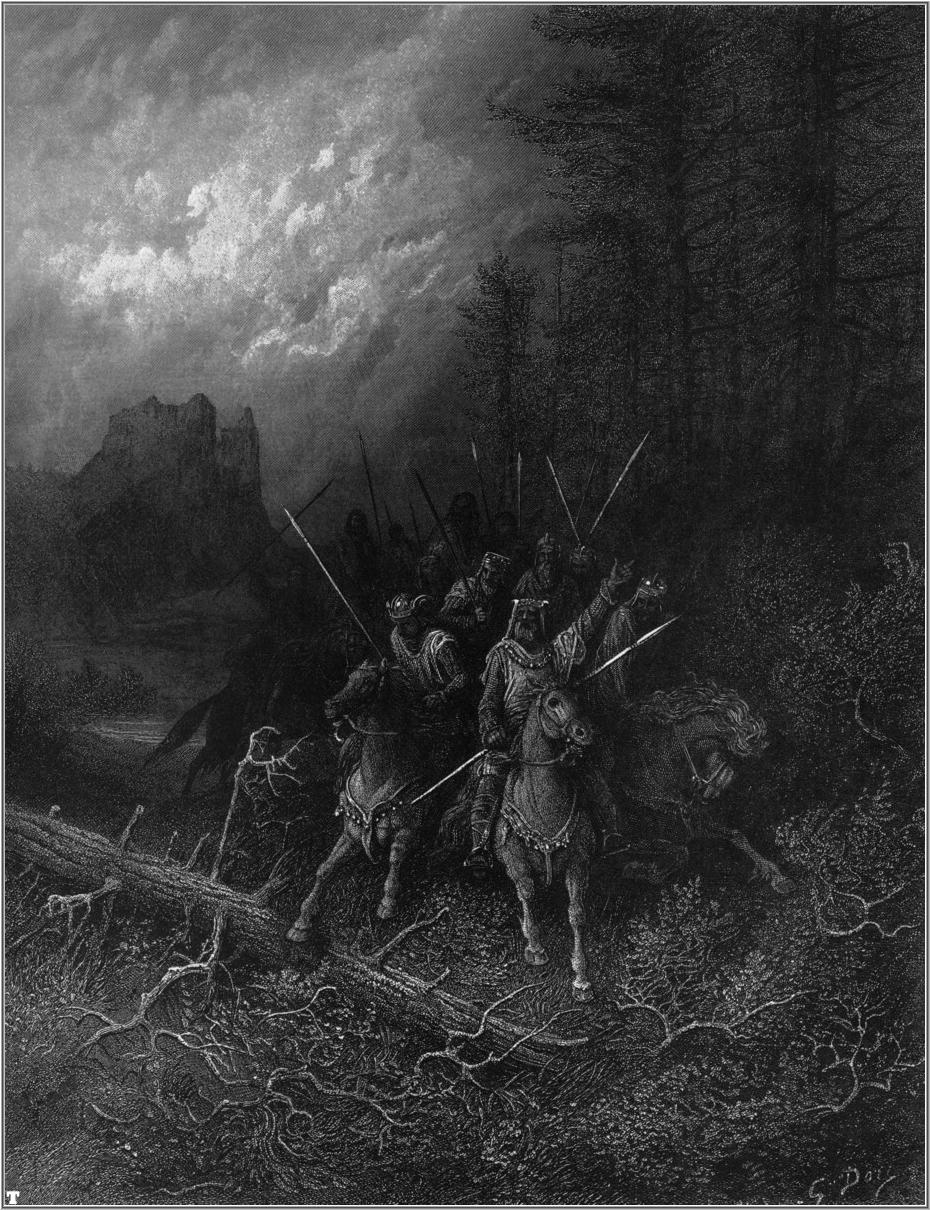
"Cavalgámos todo o dia através da neblina, lutando contra um vento violento."

Cavalgámos todo o dia através da neblina, lutando contra um vento violento, sempre ouvindo o eco dessa música soberba, e perseguindo os reflexos dos chifres de ouro. Finalmente eles desapareceram perto da fonte das fadas, a fonte onde o ferro ri, como nossos guerreiros fizeram. Se a tocas com uma espada, ela murmura furiosamente em volta da ponte. Foi onde perdemos o cervo. A música era linda, Viviane, e quando você me cantou essa doce canção, pareceu-me que você conhecia esse maldito encanto, que você experimentava em mim, que eu estava dormindo, e que senti o meu nome e a minha glória lentamente fugindo de mim.
E Viviane respondeu com um sorriso triste: "Oh! o meu nome e minha glória esvairam-se de mim para sempre, desde que eu te segui nesta floresta selvagem para te consolar, porque te vi triste. Ai de mim! que corações têm homens! O homem sonha com a glória, enquanto a mulher acorda para amar. Sim, o amor, mesmo que seja o mais grosseiro, se esculpe no presente e na realidade, se alimenta e aproveite deles, sem se preocupar com o resto; mas a glória, a glória que se segue à morte, não é nada para nós; e o que é a glória pela vida, se não uma meia difamação, uma explosão de escuridão? Você mesmo sabe que a inveja chama você de filho do diabo; e como você parece ser o mestre de todas as artes, você seria de bom grado o mestre de todos os vícios".

### Sem lhe falar, inclinei-me para ele, peguei no seu pincel e apaguei a ave

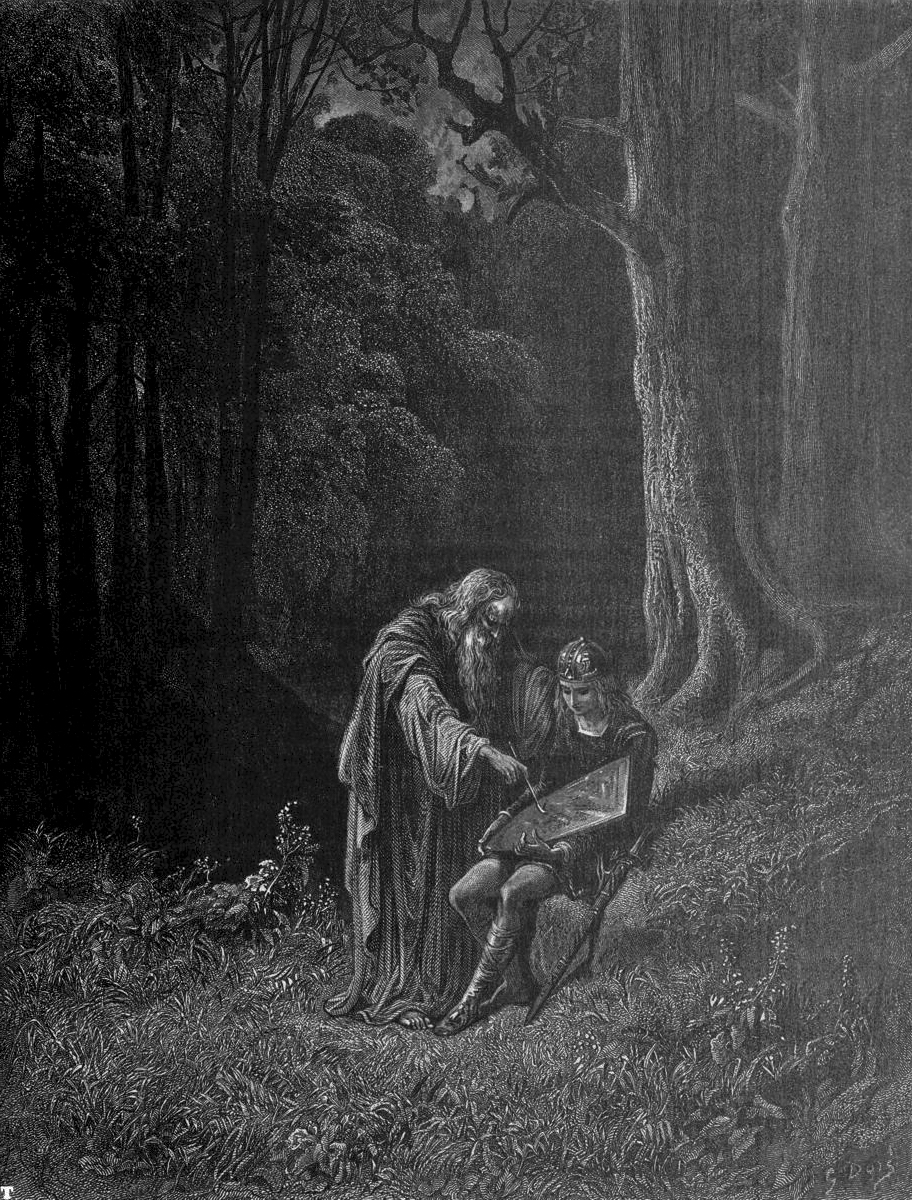
"Sem lhe falar, inclinei-me para ele, peguei no seu pincel e apaguei a ave."

Merlim pôs a mão na de Viviane e contou-lhe que um dia andava em busca de uma erva mágica quando encontrou um jovem e bonito escudeiro sentado sozinho. Ele havia esculpido em madeira o escudo de um cavaleiro e pintado ali armas de fantasia: uma águia dourada a voar num campo de azul, com o sol ao alto e o lema: "Eu procuro a glória". Sem lhe falar, inclinei-me para ele, peguei no seu pincel e apaguei a ave. Em vez dela, fiz um jardineiro a enxertar, com estas palavras como lema: "Antes a utilidade que a glória". Ele corou imenso, mas tornou-se num valente cavaleiro.
Merlim continuou: "Viviane, acredito que me amas; eu te amo um pouco; mas não fiques ansiosa para obter uma prova do meu amor. Por ser útil, eu tinha fama; e a fama, por sua vez, crescendo, me permitiu ser útil novamente. Essa é a graça que posso dar. Se, eu temo dar-te poder sobre mim com este encanto, para que não me enganes, prefiro ter medo de perder a minha liberdade de ação do que a glória de, dirigido menos por malícia do que por um ataque de raiva, ou talvez por um capricho de afeição exagerado para me manter isolado, ou por um súbito ciúme feminino, tu tentares este encanto naquele que dizes que amas".
Viviane respondeu com um sorriso de raiva: "Acaso não jurei? Alguém duvida de mim?. Pois bem! Mantenha o seu segredo. Eu saberei como encontrá-lo; e quando o encontrar, cuide de Viviane. Tratada como tenho sido, eu me surpreendo de continuar a amar. E quanto ao meu ciúme feminino, por que não? Sim, com que propósito, esse lindo encanto foi inventado por você mesmo? Acredito que por inveja de todos aqueles que estão aprisionados aqui e ali, trancados entre as quatro paredes de uma torre da qual é impossível fugir eternamente".

### Tendo levado o seu esquife preto para o meio deles, logo os dispersou; ele tomou a mulher

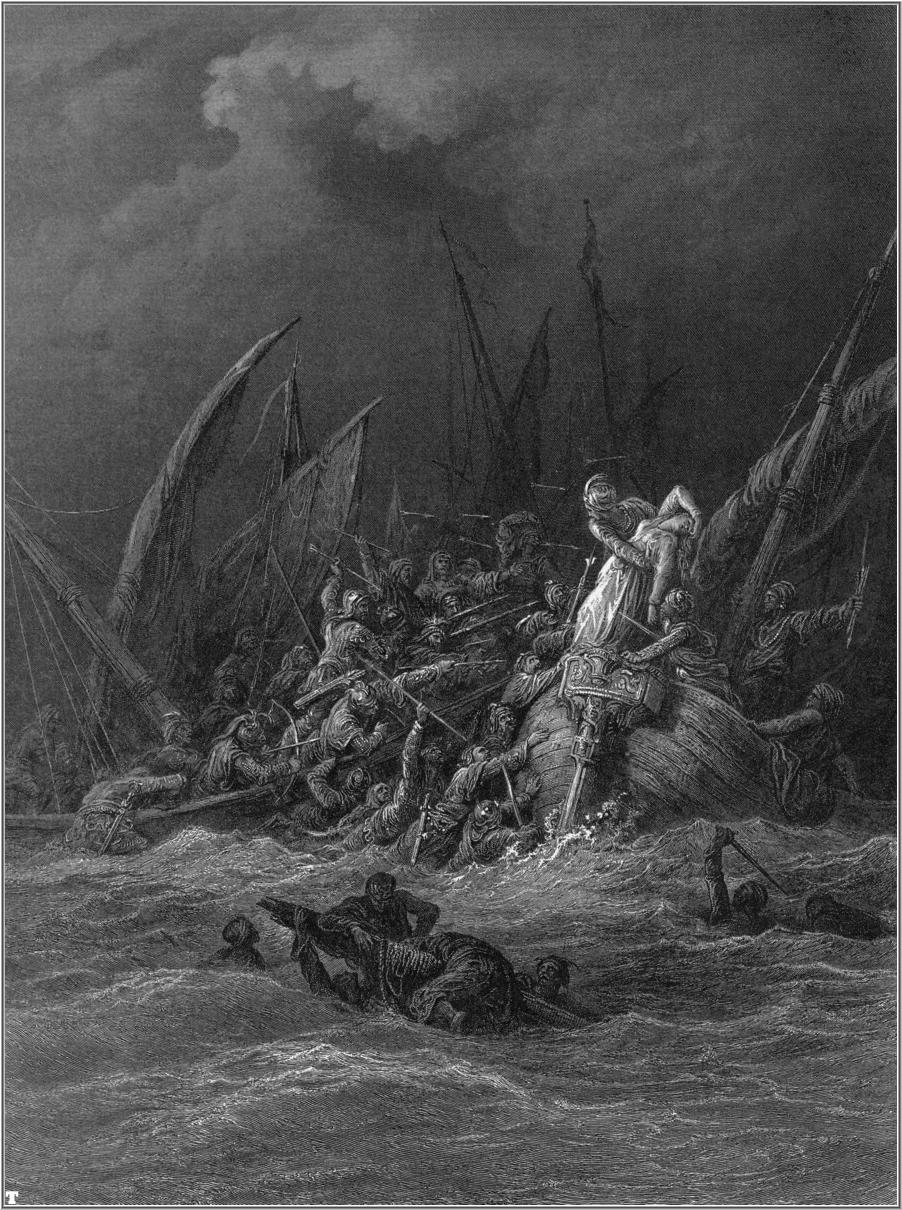
"Tendo levado o seu esquife preto para o meio deles, logo os dispersou; ele tomou a mulher"

Então o poderoso Mestre respondeu alegremente: "Eu tive muitos amores na minha juventude; para preservá-los, não precisava de outro encanto além da juventude e do amor; Quanto àqueles que fizeram o encanto pela primeira vez, há séculos que o pulso deixou de estar na mão que fez os gestos, e que os tornozelos se separaram dos pés que executaram as danças; mas você quer ouvir a lenda como uma recompensa pela sua música?"
"Lá longe no Oriente havia um rei menos velho que eu e um pirata moreno cujo barco saqueara vinte ilhas submetidas a esse rei. Um dia, ao passar por uma dessas ilhas ao amanhecer, viu barcos em luta por uma mulher. Tendo levado o seu esquife preto para o meio deles, logo os dispersou; ele tomou a mulher, tendo perdido metade do seu grupo pelas flechas do inimigo.
Ela era uma virgem tão pura, tão branca, tão maravilhosa, que se diz que a cada movimento seu lançava luz ao redor dela. O pirata recusou-se a entregá-la ao rei, mas este capturou-o e empalou-o por pirataria, e fez dela rainha. Mas ela atraía os corações de ferro dos velhos guerreiros, os próprios animais a adoravam; os camelos ajoelhavam-se à sua passagem, e os gigantes que carregam os reis às costas, curvavam-se em homenagem a ela, para fazê-la sorrir tocavam os sinos de ouro amarrados a seus pés. Invejoso, o rei enviou arautos pelo reino para encontrar um mago capaz de lhe ensinar o encanto que lhe permitisse ter a rainha apenas para ele. Como recompensa por tal segredo, ele prometeu uma montanha cheia de minas de ouro, uma província com cem milhas de costa, um palácio e uma princesa; mas contra aqueles que tentassem sem sucesso havia uma sentença terrível, a cabeça devia apodrecer nos portões da cidade. E muitos tentaram e não tiveram sucesso, porque o encanto da rainha era mais forte do que o deles; a cabeça de mais que um mago estava dependurada e por várias semanas um bando de corvos famintos permanecia suspensa como uma nuvem nas torres dos portões da cidade.

### Por fim, os agentes do rei, encontraram um homenzinho calvo com uma cabeça brilhante

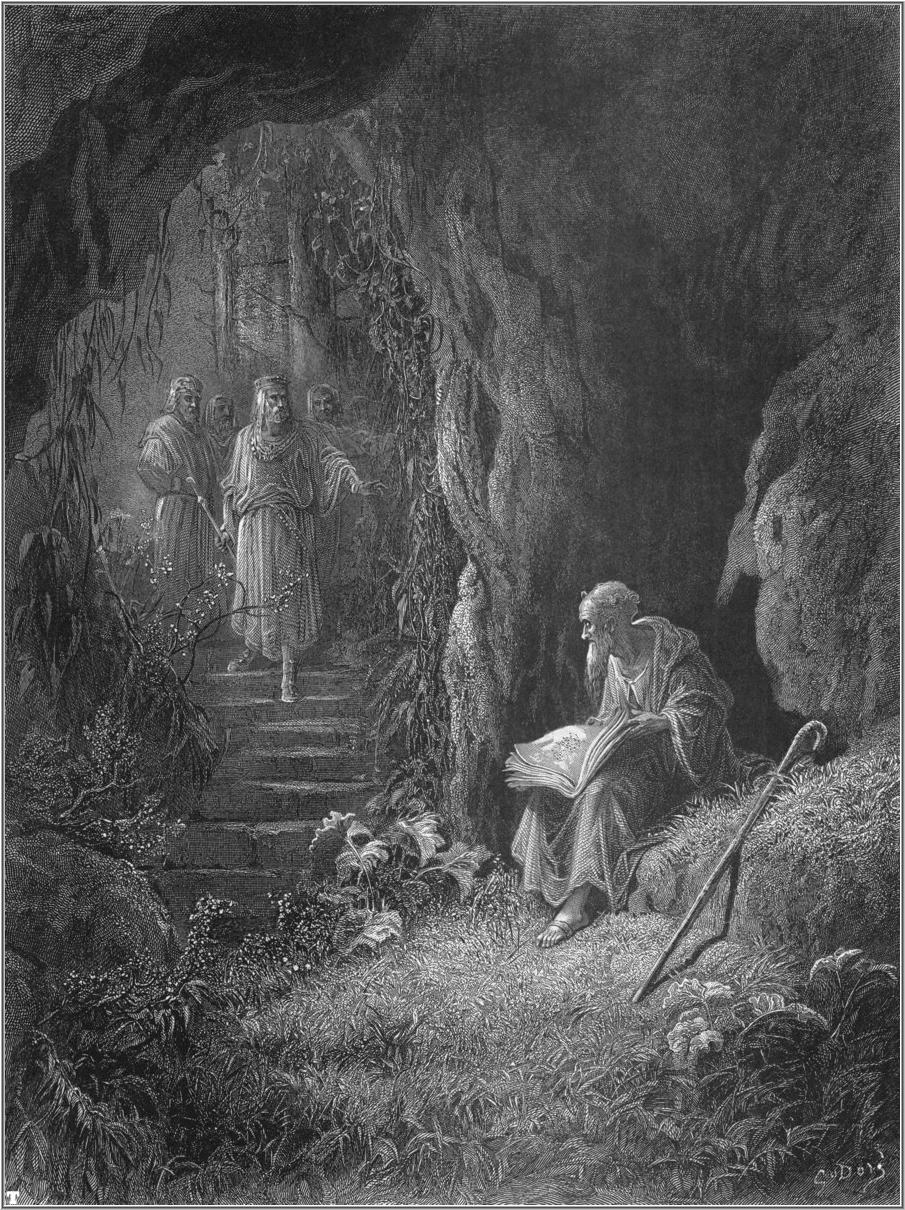
"Por fim, os agentes do rei, encontraram um homenzinho calvo com uma cabeça brilhante"

Por fim, os agentes do rei, que tinham partido na procura dos encantos, encontraram um homenzinho calvo com uma cabeça brilhante que vivia sozinho, alimentando-se de ervas numa grande solidão; ele lia apenas um livro; e, ocupado constantemente na leitura, ficou tão magro que os seus olhos eram enormes e a pele estava colada aos ossos. Mantinha a mente fixa num único objeto, nunca tinha bebido vinho ou licor, ou provado carne, e não conhecia os desejos sensuais. Para ele, a parede que separa os espíritos dos homens da sombra tornara-se num cristal. Frequentemente, sob a luz brilhante do sol, ele antevia uma nuvem negra e uma chuva tempestuosa. Foi levado à força ao rei e ensinou-lhe um feitiço para que ninguém mais pudesse ver a rainha, e ela visse apenas o rei. O rei aplicou o feitiço e ela ficou como morta e perdeu as funções da vida. Mas quando o rei lhe falou das minas de ouro, da província com cem milhas de costa, do palácio e da princesa, o velho retornou ao seu antigo ermo e continuou a viver de ervas. E desapareceu e o seu livro chegou às minhas mãos", disse Merlim.
E Viviane respondeu com um sorriso impertinente: "Você tem o livro; o encanto está escrito ali; então deixe-me conhecer o feitiço, poara mantê-lo noutro baú secreto, cada um deles fechado e trancado trinta vezes; no entanto, se eu encontrar um meio de abrir o livro, quem poderia me culpar?".
O livro, Viviane, tem apenas vinte páginas; mas cada página tem uma larga margem, e nessas margens está um quadrado de texto que parece um pequeno ponto, e a escrita não é maior do que as patas de uma pulga; e cada quadrado de texto contém um feitiço terrível, escrito num idioma morto há muito tempo. E ninguém pode ler o texto, nem eu; e ninguém pode ler o comentário a não ser eu: é no comentário que encontrei o encanto. Não insista mais; pois mesmo que você não tente usar esse feitiço em mim, mesmo que mantenha o juramento, você poderá usá-lo contra alguns dos Cavaleiros da Távola Redonda, porque você imagina que eles estão conversando sobre você.

### Merlim, vencido e exausto pelos discursos de Viviane, rendeu-se, e revelou o feitiço e adormeceu

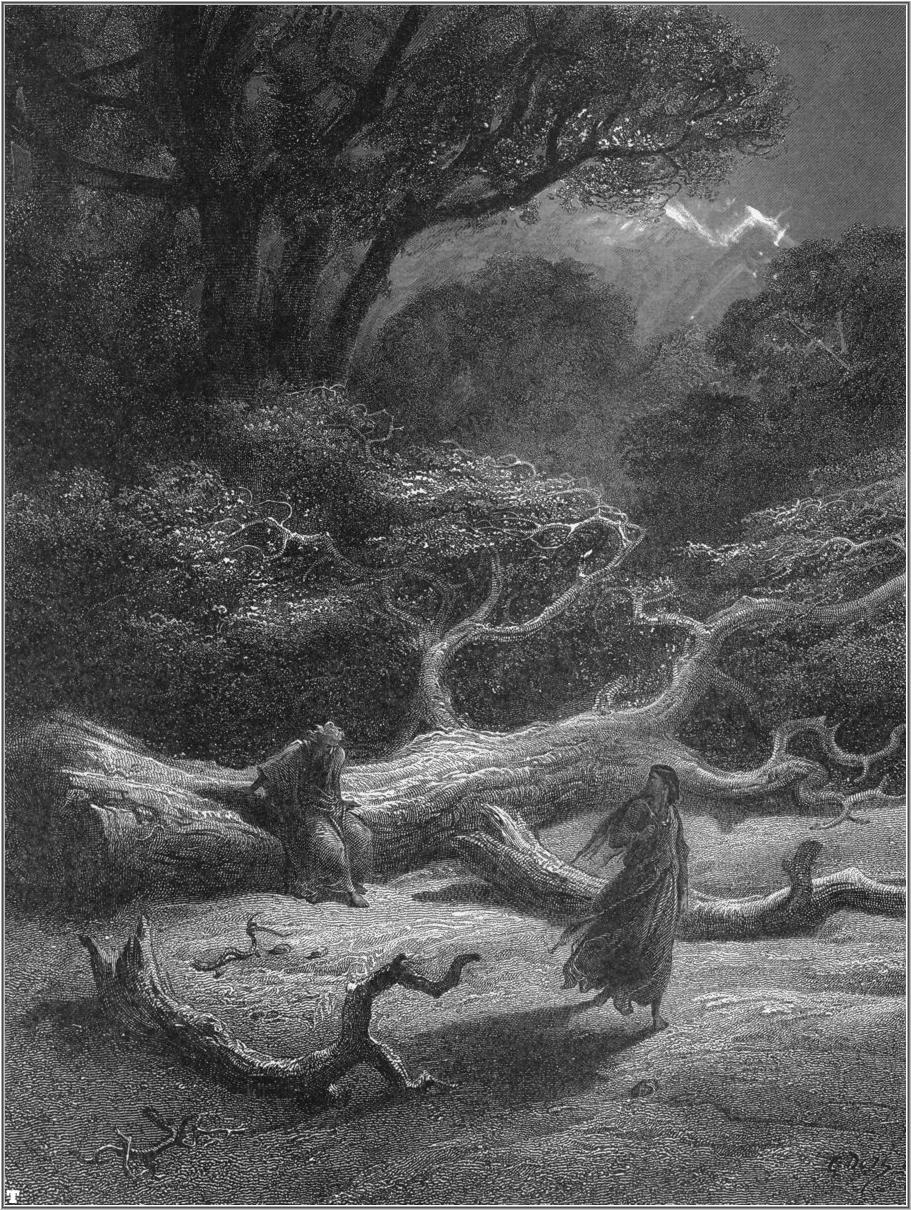
"Merlim, vencido e exausto pelos discursos de Viviane, rendeu-se, e revelou o feitiço e adormeceu."

A seguir Viviane acusou Valence, Sagramore, Perceval, Lancelote e até o rei Artur e Galahad. Merlim defende-os a todos e diz que está cansado desta mulher. Depois ela começa a chorar. Porque não amei um homem inferior, que teria um coração grande? A cólera de Merlim diminui e ele abandona a sapiência para acalmar o coração.
Merlim chamou-a para lhe oferecer abrigo no carvalho oco: "Proteja-se da tempestade". No final, ela se deixou conquistar por ele e se aproximou, mas a seguir libertou-se do seu abraço e levantou-se com os braços cruzados sobre o peito e ficou na atitude de mulher virtuosa profundamente ofendida e corando diante dele.
E Viviane exclamou : "Agora não pode haver amor entre nós. Se eu merecer o epíteto grosseiro que você me deu, o que poderia eu dar-lhe que o seu coração julgue digno de ser aceite? Vou-me embora. Só uma coisa agora poderia me fazer ficar: a prova de confiança tantas vezes exigida em vão. Adeus, pense em mim com gentileza; pois temo que o meu destino, ou a minha culpa, é amá-lo sempre. Mas antes de sair, deixe-me jurar mais uma vez que, se eu tentasse contra o seu descanso, o céu justo, que agora escurece, envie um raio que me reduza a cinzas, se eu estiver a mentir".
Assim que ela se calou, um raio rasgou um carvalho gigante que caiu espalhando destroços de galhos e estilhaços. Merlimm olhou para cima e viu a árvore brilhante, riscada de luz branca, na escuridão. Mas Viviane, temendo que o céu tivesse ouvido o seu juramento, deslumbrada com os ziguezagues dos relâmpagos, e ensurdecida pelo estrondo que se seguiu, rapidamente voltou e gritou: "Merlim! embora você não me ame, salve-me!" Ela se agarrou a ele, beijou-o e chamou-o de seu protetor. Com esse toque, a palidez do mago ganhou cores mais vivas. Ela se censurou por ter contado aquelas histórias, tremeu de medo e chorou, acusando-se de impertinência. Ela chamou Merlim de seu senhor, mestre, encantador, seu bardo, sua estrela de prata, seu deus, seu Merlim, a única paixão de toda a sua vida. No entanto, acima de suas cabeças, a tempestade ainda rugia, e os galhos apodrecidos tremiam com a chuva torrencial; e quando a luz e a escuridão se alternavam, seus olhos e pescoço brilhavam e desapareciam. Por fim, a tempestade amainou, e os gemidos e a voz delas ouviram-se. E, o que nunca deveria ter acontecido, Merlim, vencido e exausto pelos discursos de Viviane, rendeu-se, e revelou o feitiço e adormeceu.
Então, rapidamente, ela realizou o encanto, com danças entrelaçadas e movimentos misteriosos. Merlim estava deitado como morto, no oco do carvalho, e perdeu a vida, ação, fama, glória. E então, Viviane exclamou: “Ó velho imbecil! Tornei-me dona da tua glória!” A cortesã correu para a floresta, o matagal fechou-se atrás dela e repetiu-se o eco da floresta: "Imbecil".